# Супруненко, Андрей Петрович
Андрей Петрович Супруненко (1829(?) — после 1879) — российский государственный и военный деятель, томский губернатор.

## Биография
Родился в дворянской семье.
В 1848 году окончил 1-й кадетский корпус и 3 октября произведён в прапорщики (со старшинством с 14 августа 1847 года) с назначением в Драгунский Его Императорского Высочества Наследника Цесаревича полк. В сентябре 1849 года произведён в поручики. Участвовал в боевых действиях русской армии при подавлении венгерского восстания 1848 года. В 1851 году переведён в Литовский пехотный полк, с 29 декабря 1852 года — командир роты.
Участвовал в Крымской войне (1853—1856) — находился в действующей армии на Кавказском театре военных действий; в августе 1855 года произведён в штабс-капитаны.
13 июля 1863 года присвоен чин подполковника, 30 января 1865 года — полковника. Служил дежурным штаб-офицером в штабе Отдельного Сибирского корпуса (с 1864 года — штаб войск Западной Сибири).
В феврале 1865 года перешёл с военной службы на гражданскую с чином коллежского советника. Служил на различных должностях в Главном управлении Западной Сибири в Омске. С 1867 года статский советник, с 29 января 1871 года — действительный статский советник.
12 ноября 1871 года назначен губернатором Томска вместо умершего Н. В. Родзянко. Прибыл в Томск 1 декабря того же года.
Летом 1873 года принимал в Томске Великого князя Алексея Александровича, совершавшего поездку по России.
При губернаторе Супруненко в Томске было открыто Алексеевское реальное училище.
19 сентября 1879 года уволен с должности томского губернатора, но покинул Томск ещё раньше, отправившись в отпуск. До прибытия в Томск нового губернатора (12 апреля 1880 года) управление Томской губернией принял председатель Томского губернского правления А. И. Дмитриев-Мамонов.
В Томске жил в «губернаторском доме» (Набережная реки Ушайки, д. 16)

## Семья
Супруга — Екатерина Юрьевна (урожд. Пелино)
дочь — Зинаида (1856 г.р.)
дочь — Ксения (1867 г.р.)
дочь — Екатерина (1868 г.р.)
дочь — Вера (не ранее 1871)